# 9326 Ruta
9326 Ruta eller 1989 SP2 är en asteroid i huvudbältet som upptäcktes den 26 september 1989 av den belgiske astronomen Eric W. Elst vid La Silla-observatoriet. Den är uppkallad efter växten Vinruteväxter.
Asteroiden har en diameter på ungefär 10 kilometer och den tillhör asteroidgruppen Hoffmeister.